# Molippa boliviana
Molippa boliviana är en fjärilsart som beskrevs av Eugène Louis Bouvier 1930. Molippa boliviana ingår i släktet Molippa och familjen påfågelsspinnare. Inga underarter finns listade i Catalogue of Life.